# Jean-Baptiste Perronneau
Jean-Baptiste Perronneau (ou Perroneau), né en 1715 à Paris et mort le 19 novembre 1783 à Amsterdam, est un peintre, graveur et pastelliste français réputé pour ses portraits.

## Biographie
Perronneau reçut d'abord sa formation auprès du graveur Laurent Cars et du peintre Charles-Joseph Natoire, lui-même disciple de François Lemoyne. L'on sait également que Perronneau a travaillé pour le graveur Gabriel Huquier, éditeur et marchand d'estampes rue Saint-Jacques, à Paris. C'est à partir des années 1740 qu'il commença une carrière de portraitiste en utilisant surtout l'huile sur toile et le pastel.

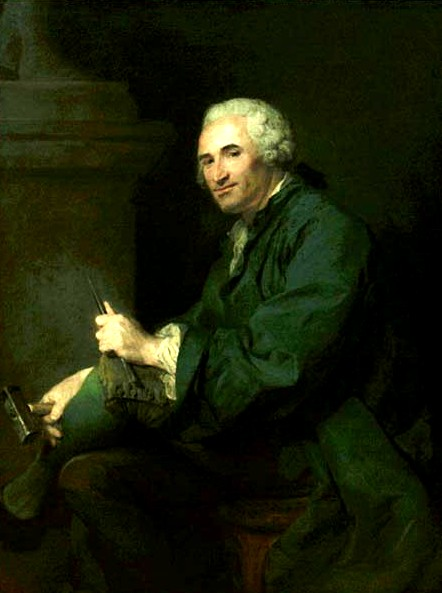
Portrait de Lambert Sigisbert Adam (1700-1759), sculpteur français, Paris, musée du Louvre.

Il exposa pour la première fois au Salon de Paris en 1746. Quelques années plus tard, lors du Salon de 1750, un incident l'opposa à son grand rival, Maurice Quentin de La Tour : dans son Salon de 1767, Denis Diderot relate que La Tour avait commandé son portrait à Perronneau, qui présenta le tableau comme il se devait, sans se douter que La Tour, pour sa part, avait secrètement réalisé son Autoportrait. Une fois les deux pastels exposés côte à côte, l'œuvre de l'artiste confirmé supplanta celle du jeune Perronneau et remporta le prix. À cette occasion, Diderot soupçonna La Tour de jalousie envers ce cadet si prometteur et lui reprocha d'avoir inutilement « humilié [son] confrère ».
La consécration vint cependant lors du Salon de 1753 grâce à deux portraits : celui du peintre Jean-Baptiste Oudry, à dominante de vert et de bleu, et celui du sculpteur Lambert Sigisbert Adam, à dominante de verts. Perronneau fut dès lors admis à l'Académie royale de peinture et de sculpture.
Sa carrière paraît toutefois s'interrompre à partir d'une certaine époque : il se peut que Perronneau ait cessé d'exposer ses œuvres au Salon vers la fin des années 1770 et n'ait plus guère exercé dans la capitale. En revanche, on retrouve sa trace dans différentes villes de France : surtout Orléans, mais aussi Bordeaux, Toulouse et Lyon, où il travaillait en fonction de ses commandes. Divers historiens ont avancé l'hypothèse de sa rivalité avec Quentin de La Tour, portraitiste attitré de la cour de Versailles, mais le fait n'est pas établi.
Toujours est-il que Perronneau voyagea constamment à travers l'Europe ; c'est ainsi qu'on le vit à Turin et à Rome, à Hambourg, en Angleterre, en Espagne, en Pologne, en Russie et aux Pays-Bas.
Il mourut en 1783 à Amsterdam, oublié par ses contemporains. Sa veuve, Louise-Charlotte Aubert, épousa trois mois plus tard le peintre Jean-Baptiste-Claude Robin.

## Anecdote
En 1761, Perronneau alors à Londres témoigna à deux reprises lors du procès de Théodore Gardelle un ami peintre qui avait tué découpé et brûlé sa logeuse à Londres en 1761.

## Les portraits

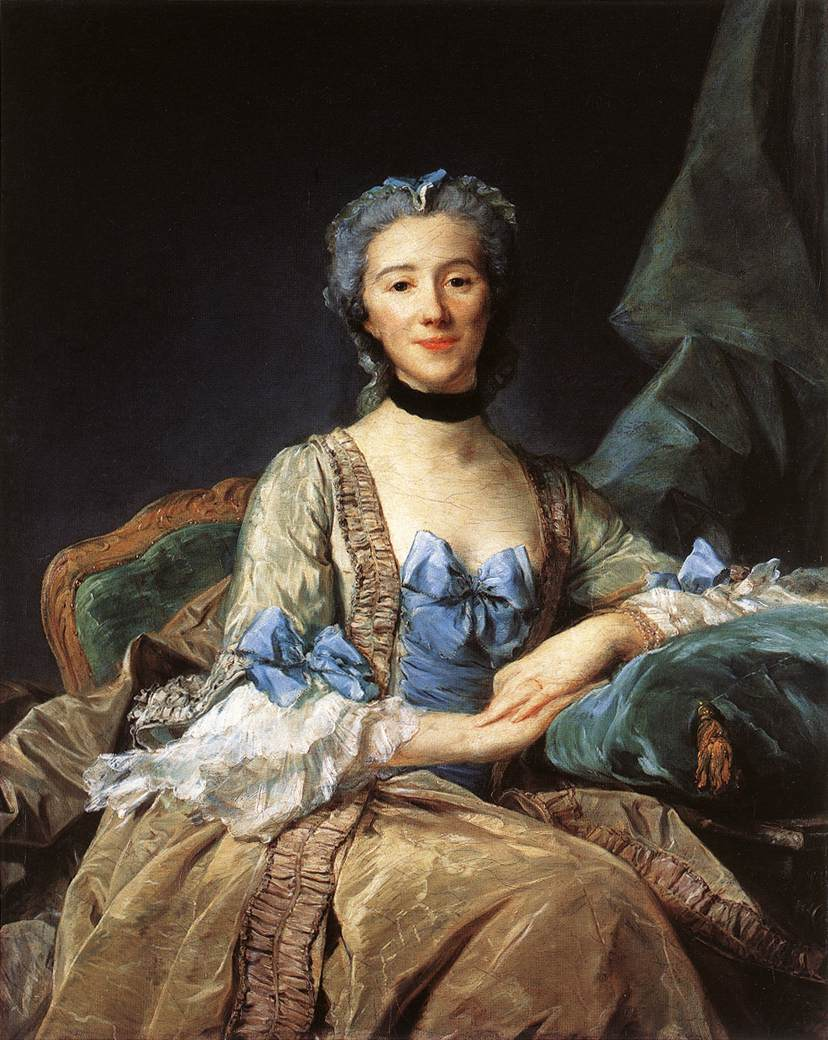
Mme de Sorquainville (1749), Paris, musée du Louvre.

Perronneau a produit une œuvre variée où il insiste sur la psychologie de ses personnages et transmet un peu de l'esprit des Lumières, comme en témoignent l'expressivité des visages qu'il dépeint, la vivacité des regards, les demi-sourires que l'on devine. Souvent proches des harmonies du camaïeu, ses pastels et ses huiles jouent volontiers sur des variations monochromes : les ocres du portrait de Mme de Sorquainville, les gris de Pierre Bouguer, de François-Hubert Drouais ou de Laurent Cars, les bleu-gris de la Fillette au chat de la National Gallery de Londres. Georges Brunel note que « les pastels de Perronneau ont toujours l'air quelque peu inachevés, ou altérés par le temps », et ajoute : « Impression trompeuse, car il s'agit vraisemblablement d'un parti de style et de technique délibéré. Perronneau cherche avant tout la solidité et la force […] ».
Ses modèles, outre lui-même dans son Autoportrait de 1750, appartiennent souvent à son entourage, qu'il s'agisse de son jeune frère en 1746, de son maître le graveur Laurent Cars ou du graveur Gabriel Huquier et de sa fille en 1747, ou encore de sa femme représentée en déesse Aurore. Parfois aussi, il reçoit des commandes pour peindre des célébrités de son temps.
À la différence de Quentin de La Tour, les clients de Perronneau font moins partie de l'aristocratie que de la bourgeoisie (commerçants ou financiers) ou du monde des sciences et des arts : l'écrivain Jacques Cazotte, le physicien Pierre Bouguer, le juriste Daniel Jousse, le peintre François-Hubert Drouais, l'architecte Jean-Michel Chevotet et son épouse, l'architecte Robert Soyer, le collectionneur Charles Le Normant du Coudray, le bourgmestre (Pays-Bas) d'Amsterdam Joachim Rendorp, l'échevin Raguenet de Saint-Albin.
Fait rare pour son époque, Perronneau représente également des chats en premier plan, c'est-à-dire en tant qu'animaux de compagnie. Tel est le cas pour Magdaleine Pinceloup de La Grange, pour Mlle Huquier ou encore pour la Fillette au chat (1745) de la National Gallery de Londres – sans doute l'une de ses œuvres les plus célèbres.

## L'œuvre de Perronneau

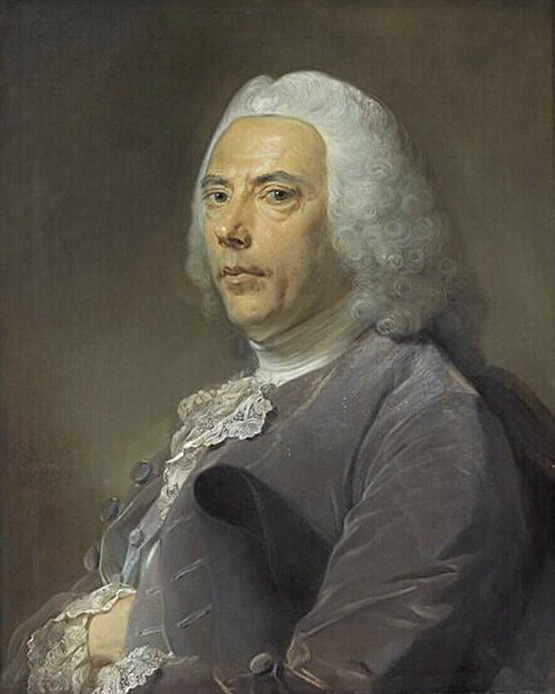
Pierre Bouguer (1753), Paris, musée du Louvre.

Plusieurs dizaines de portraits de cet artiste se trouvent aujourd'hui dans différents musées ou collections privées d'Europe et d'Amérique. Bien que son œuvre soit particulièrement dispersée, les deux collections publiques les plus importantes sont au musée du Louvre à Paris et au musée des beaux-arts d'Orléans.
En 1986, à Lausanne, une toile provenant de la collection Thyssen-Bornemisza et antérieurement attribuée à Watteau fut authentifiée par des experts comme une œuvre de Perronneau. Il s'agit du portrait de l'un des fils du financier Antoine Crozat, sans que l'on ait de certitude quant à son identité : peut-être est-ce le collectionneur Joseph-Antoine Crozat (1696-1751), ou peut-être le général Louis-François Crozat (1691-1750).

## Œuvres dans les collections publiques
En Australie

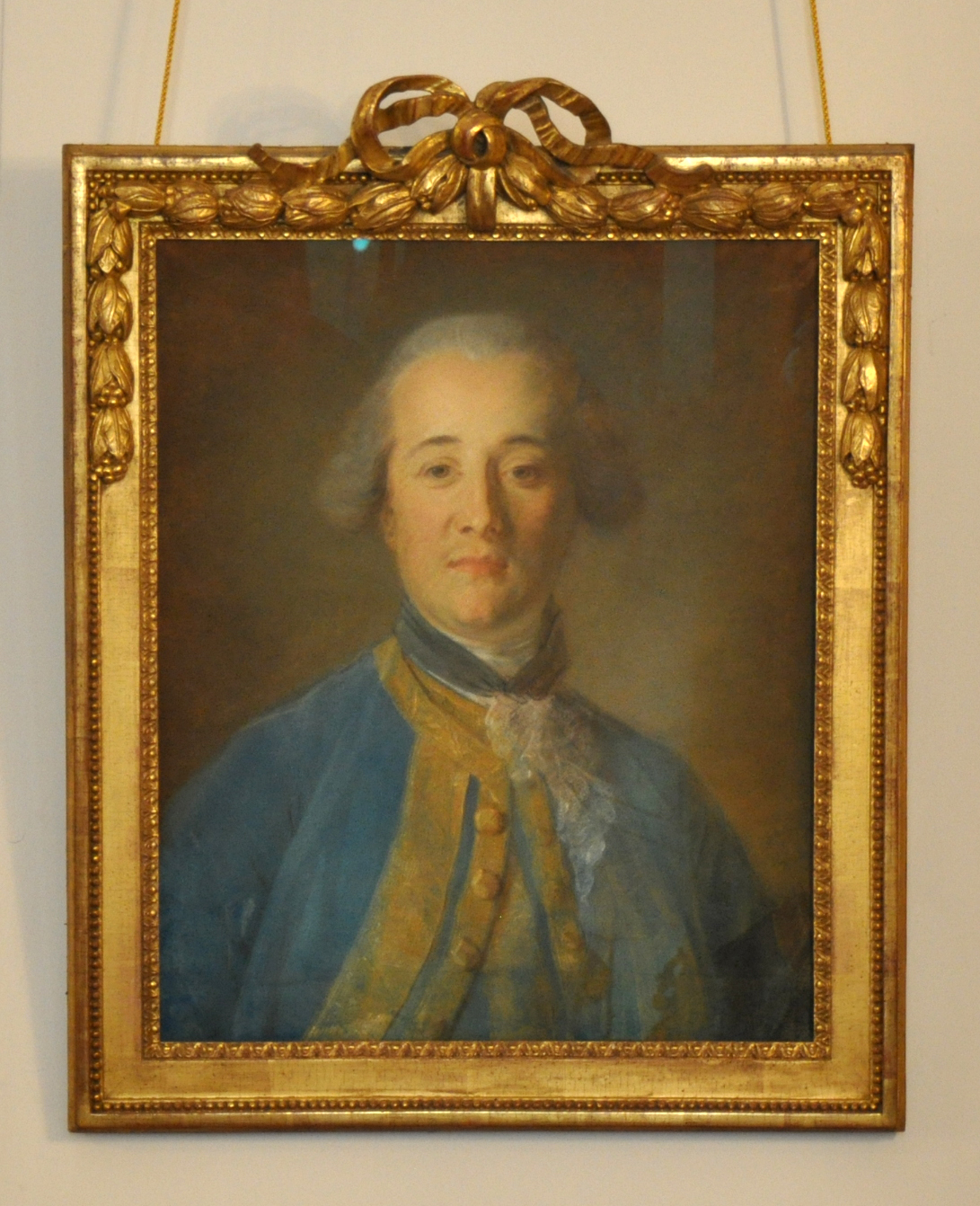
Le Chevalier de Camiran (vers 1756), Musée des arts décoratifs et du design de Bordeaux.

Magdaleine Pinceloup de La Grange (1747), Los Angeles, Getty Center.

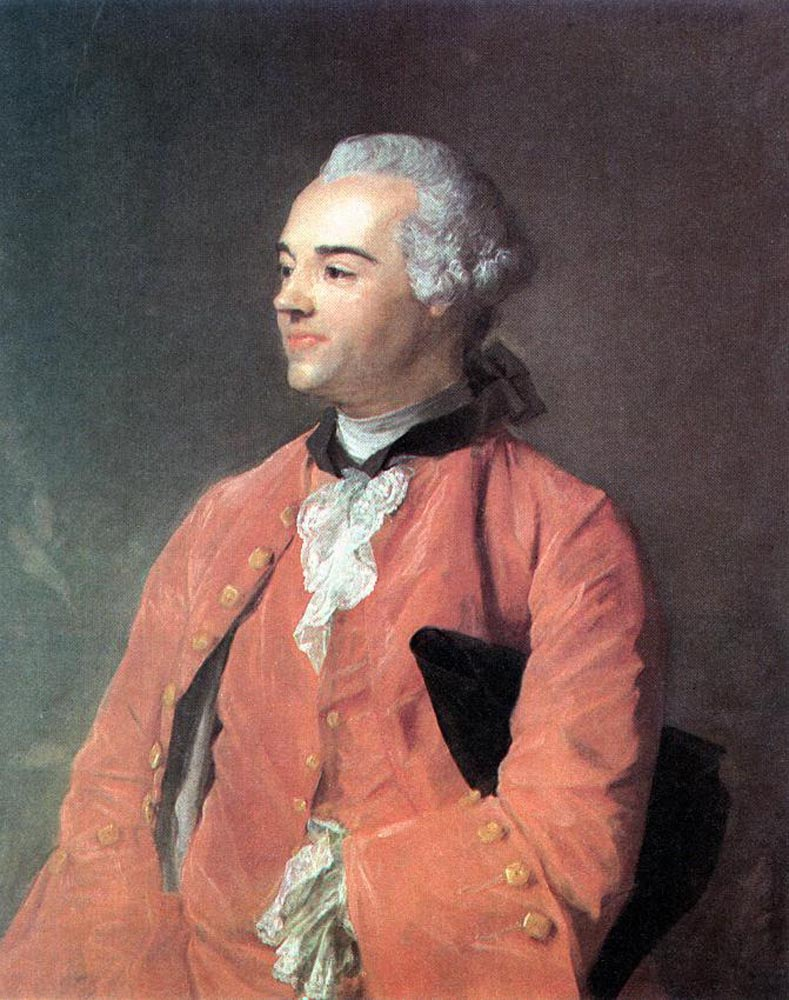
Jacques Cazotte (1760-1764), Londres, National Gallery.

- Victoria (Australie), (en) National Gallery : Petrus Woortman, huile sur toile, 1771

Aux États-Unis
- Chicago, Art Institute of Chicago : Jean-Baptiste Antoine Le Moyne, pastel, 1747
- Los Angeles, Getty Center :
  - Magdaleine Pinceloup de La Grange, huile sur toile, 1747
  - Charles-François Pinceloup de La Grange, huile sur toile, 1747
- Washington, National Gallery of Art :  Portrait d'homme, pastel, vers 1753

En France
- Bordeaux, Musée des arts décoratifs et du design :
  - Portrait du Chevalier de Camiran, pastel, vers 1756
  - Portrait de Marthe Coregeolles, pastel, 1768 (dépôt du musée des beaux-arts de Bordeaux)
  - Portrait de Mme Jacques-Jean-Louis de Parouty, pastel, 1767[12]
- Orléans, Musée des beaux-arts[13] :
  - Daniel Jousse, huile sur toile, 1765-1767
  - Charles François Tassin de Charsonville, huile sur toile, 1791
- Paris :
  - musée Cognacq-Jay : Charles Le Normant du Coudray, huile sur toile, vers 1766[14]
  - musée du Louvre :
    - Pierre Bouguer, 1753, pastel sur papier bleu marouflé sur toile, 68 × 57 cm.
    - La Petite Fille au chat (Mlle Huquier), octobre 1747, pastel sur vélin, 47 × 38 cm[15]
    - Le Graveur Gabriel Huquier, février 1747, pastel sur papier bleu marouflé sur toile, 63 × 53 cm[16]
    - Le Graveur Laurent Cars, 1759, pastel sur papier gris bleu marouflé sur toile, 58 × 49 cm.
    - Jean-Georges Noverre, pastel
    - Mme de Sorquainville, huile sur toile, 1749, 101 × 82 cm[17]
    - Jean-Baptiste Oudry, huile sur toile, 1753
    - Lambert Sigisbert Adam, huile sur toile, 1753
    - Prosper Augustin Tassin de Charsonville seigneur de La Renardière, 1765, Pastel sur papier bleu, 67 × 54 cm[18]
    - Abraham van Robais, 1769, pastel sur papier gris, 7 × 6 cm[19]
    - Portrait de Jean Le Rond d’Alembert (1717-1783), Pastel sur papier bleu, 55 × 45 cm[20]
- Tours, Musée des beaux-arts : Autoportrait, huile sur toile, 1750

En Irlande
- Dublin, National Gallery : Portrait d'homme, huile sur toile, 1766

Aux Pays-Bas
- Amsterdam, Rijksmuseum :
  - Sara Hinloopen, pastel, 1763
  - Antoni Warin, pastel, 1763

Au Royaume-Uni
- Londres, National Gallery :
  - Fillette au chat, pastel, 1745
  - Jacques Cazotte, huile sur toile, 1760-1764[21]
  - Mme Legrix, née d'Hégar, pastel, 1760-1769
- Burnley (comté de Lancashire), (en) Towneley Hall (en) Art Gallery & Museum : John Towneley, pastel, 1749

En Russie
- Saint-Pétersbourg, musée de l'Ermitage :
  - Jeune Garçon avec un livre (frère cadet de l'artiste), vers 1740 (Salon de 1746), huile sur toile, 63 × 52 cm[22],
  - Portrait de femme au corsage orné de fleurs bleues, pastel
  - Portrait d'homme, huile sur toile, 1747-1748 (antérieurement identifié à Francis Hastings, comte de Huntington)

## Galerie

Œuvres de Jean-Baptiste Perronneau
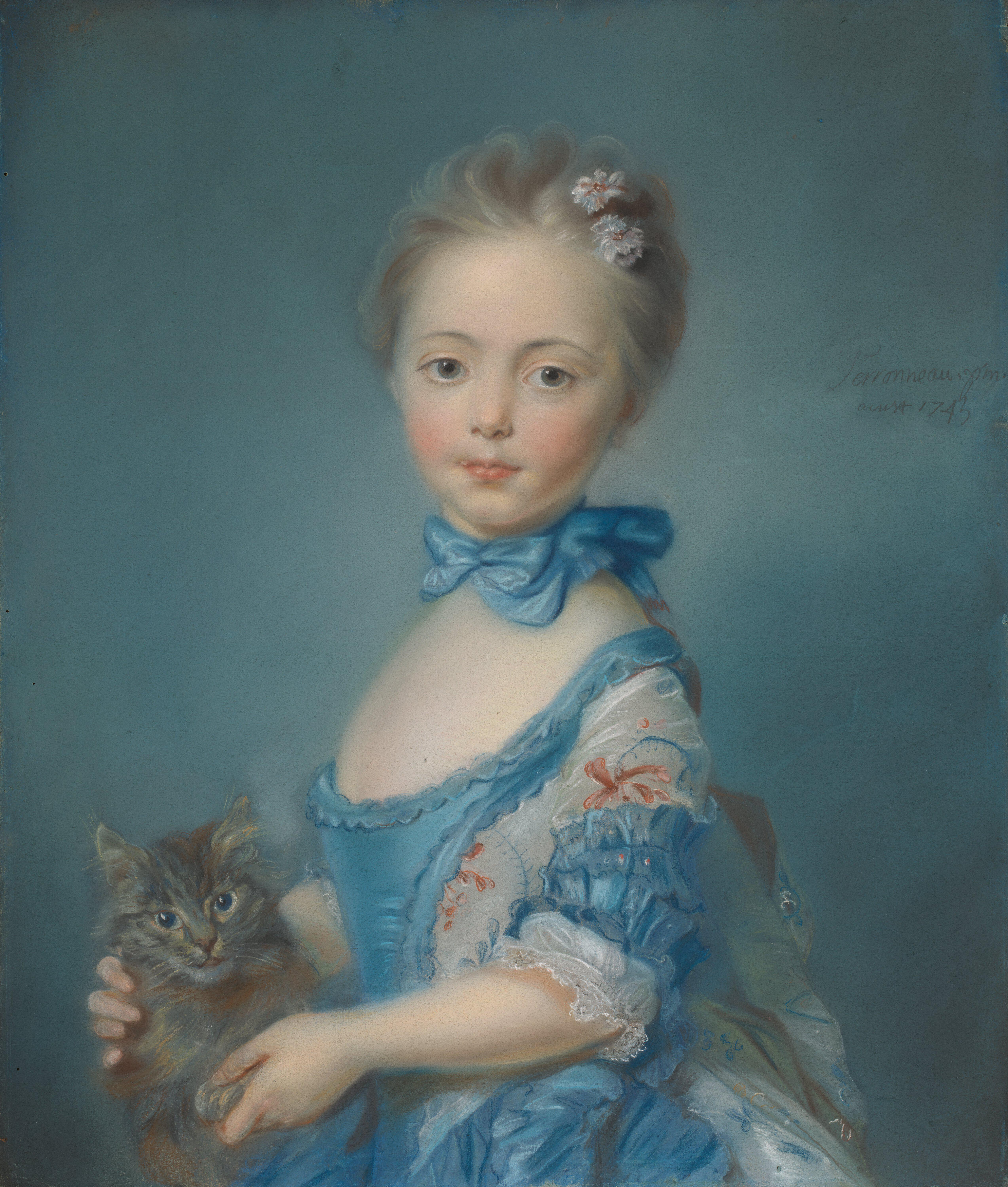
Fillette au chat (1743), Londres, National Gallery.
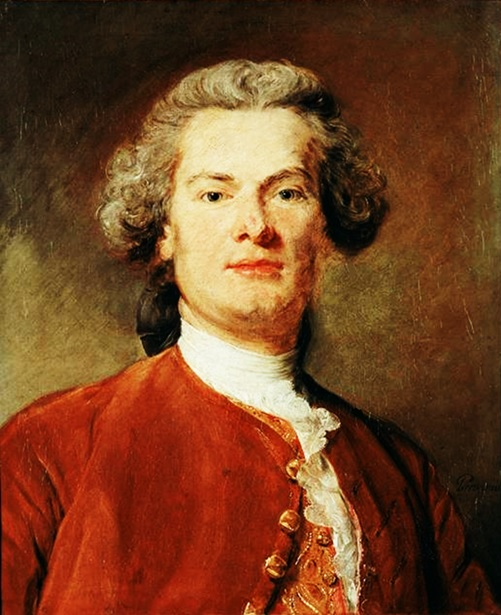
Autoportrait de Jean Baptiste Perronneau, Musée des Beaux-Arts de Tours.
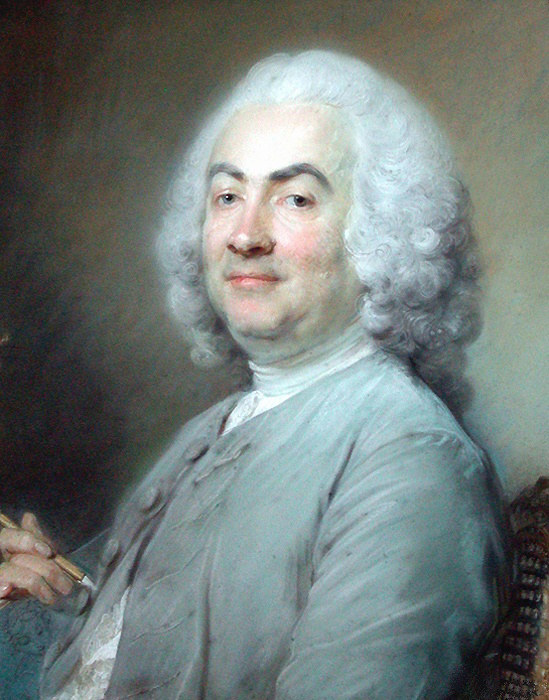
Laurent Cars (1745), Paris, musée du Louvre.
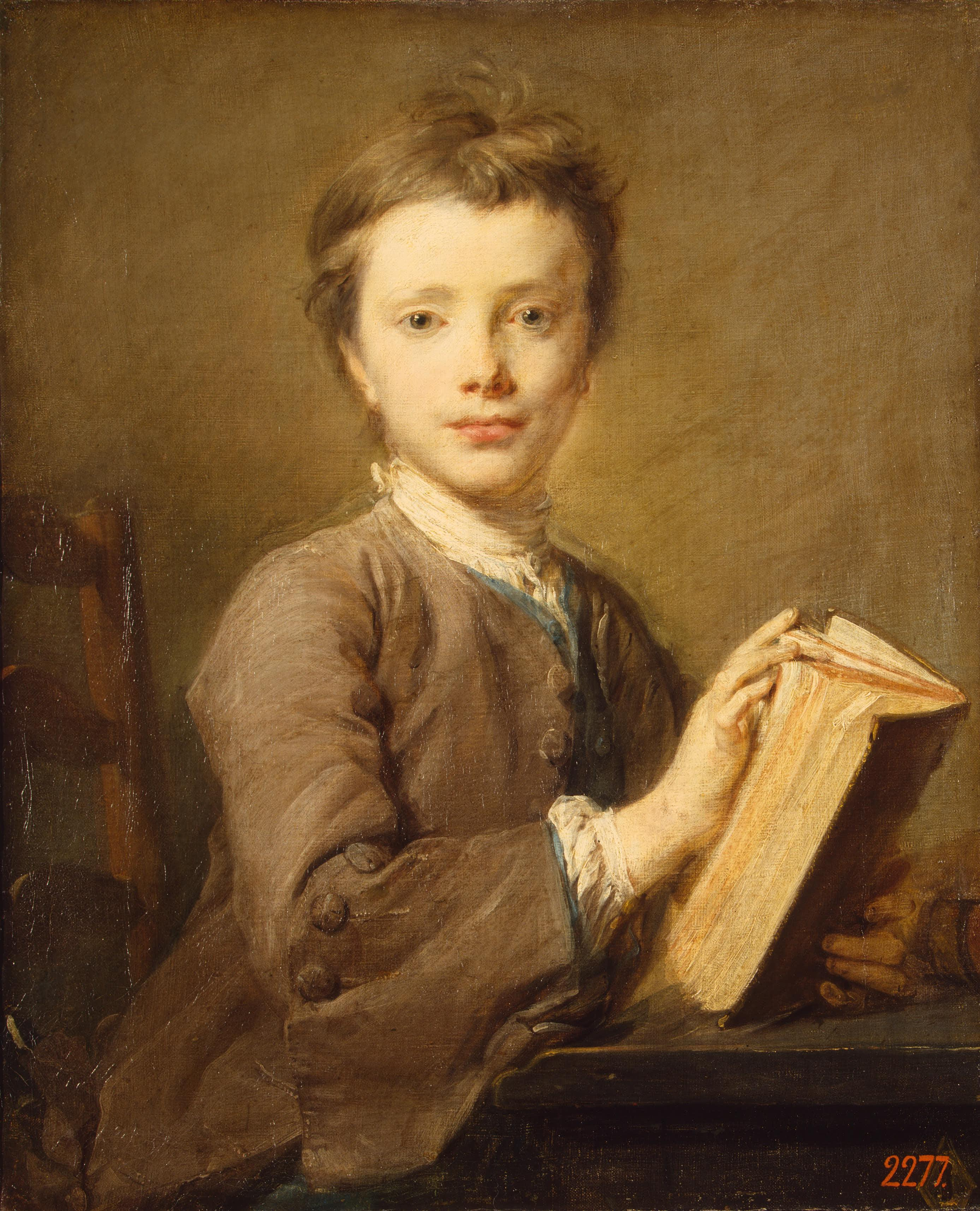
L'Enfant au livre (Salon de 1746), Saint-Pétersbourg, musée de l'Ermitage.
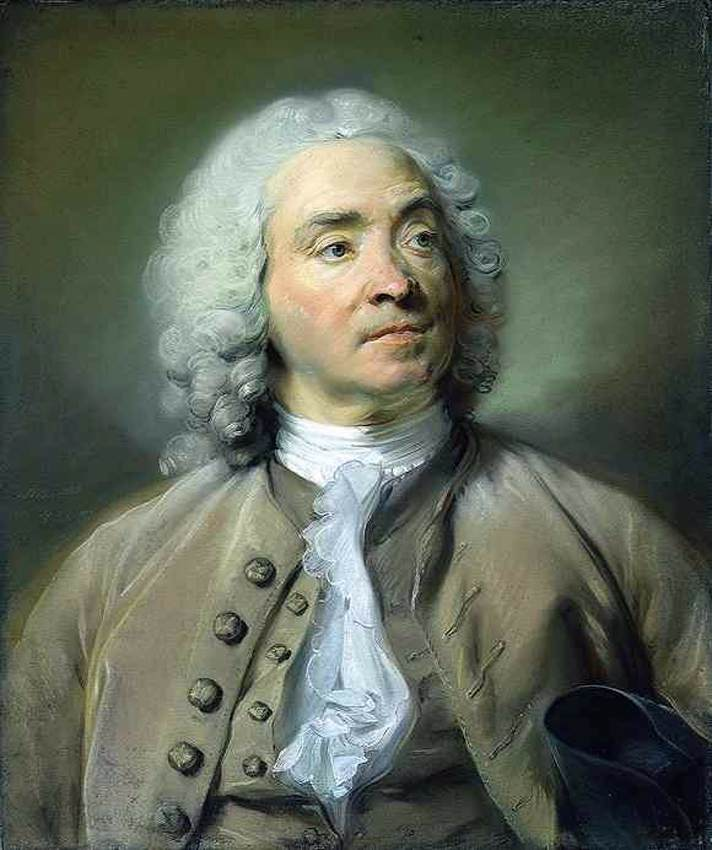
Gabriel Huquier (1747), Paris, musée du Louvre.
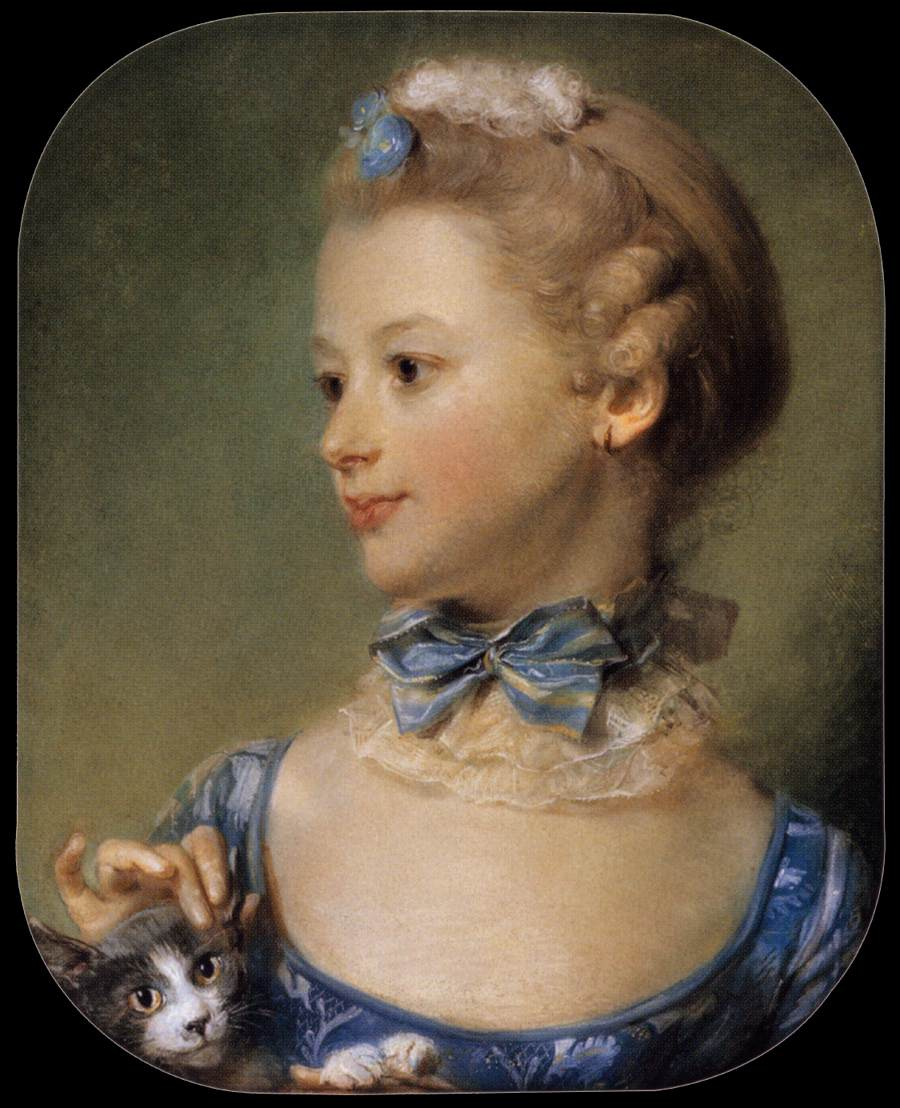
Mademoiselle Huquier tenant un chat (1747), Paris, musée du Louvre.
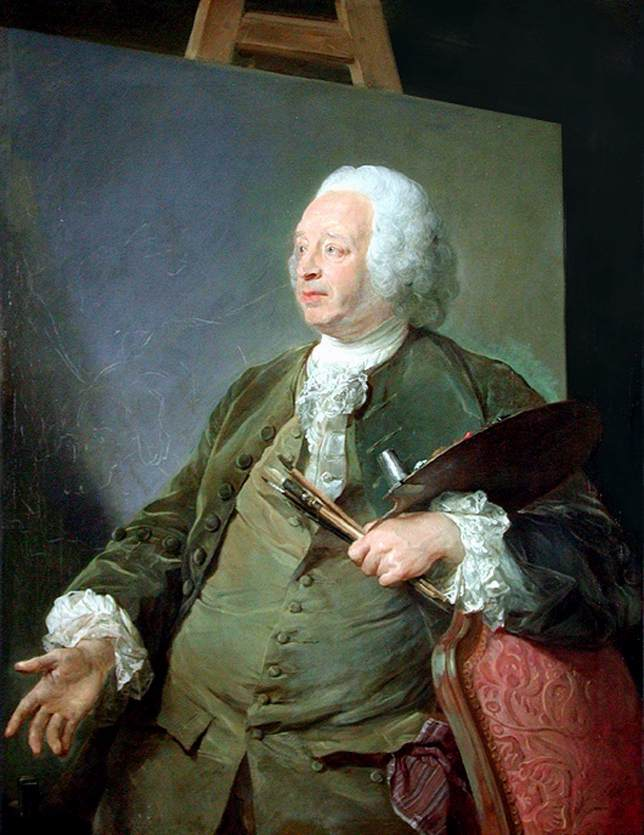
Jean-Baptiste Oudry (1753), Paris, musée du Louvre.
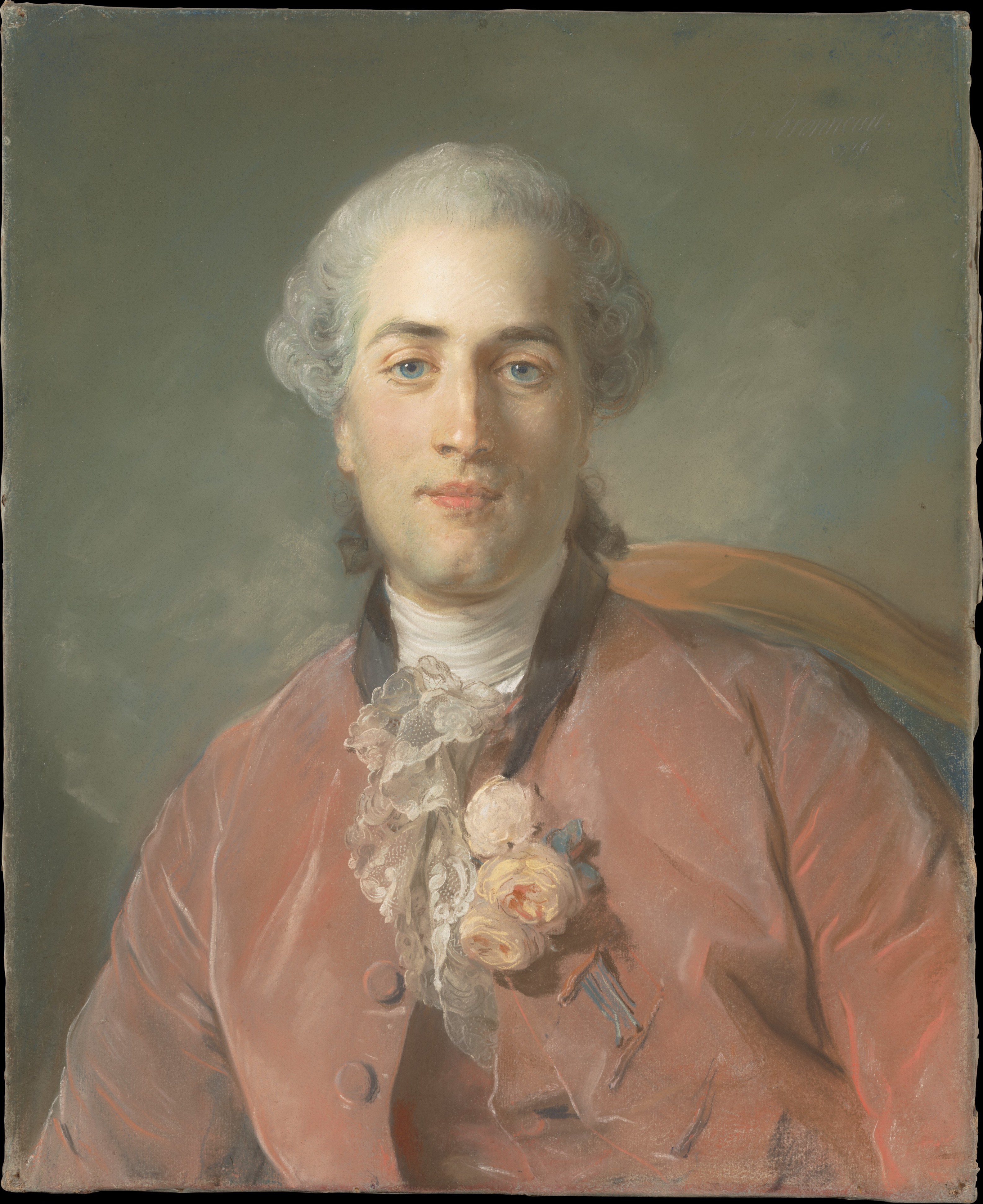
Olivier Journu (1756), New York, Metropolitan Museum of Art.
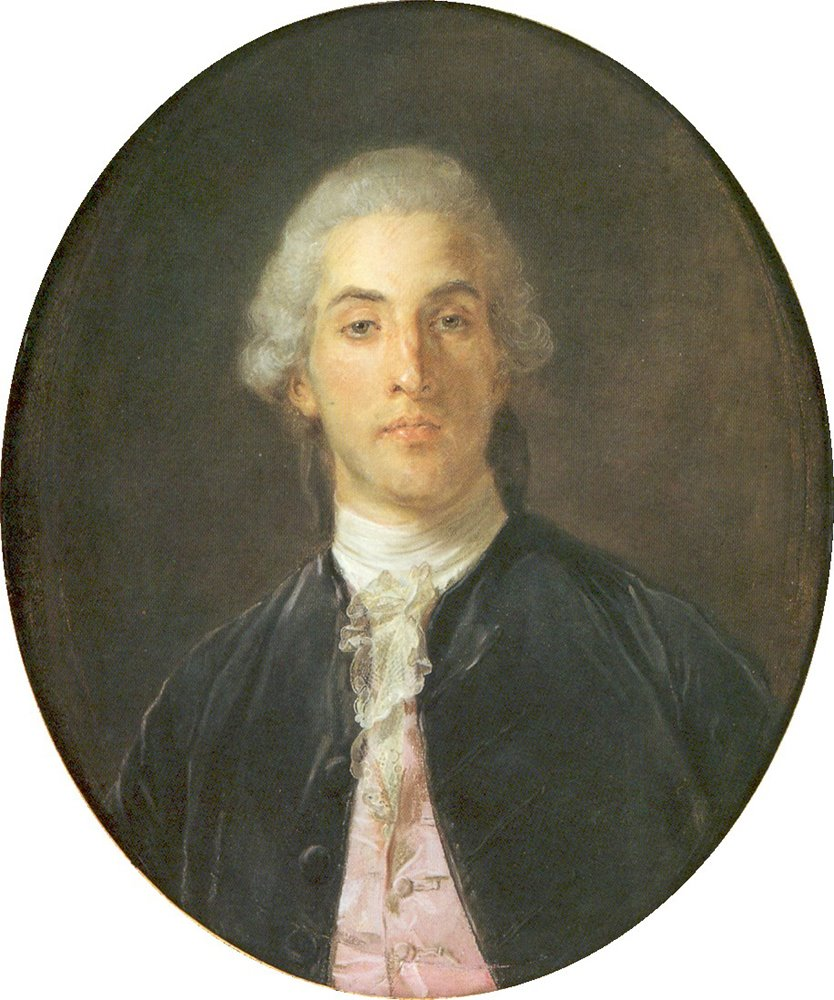
Monsieur Tassin de La Renardière (1765), Paris, musée du Louvre.
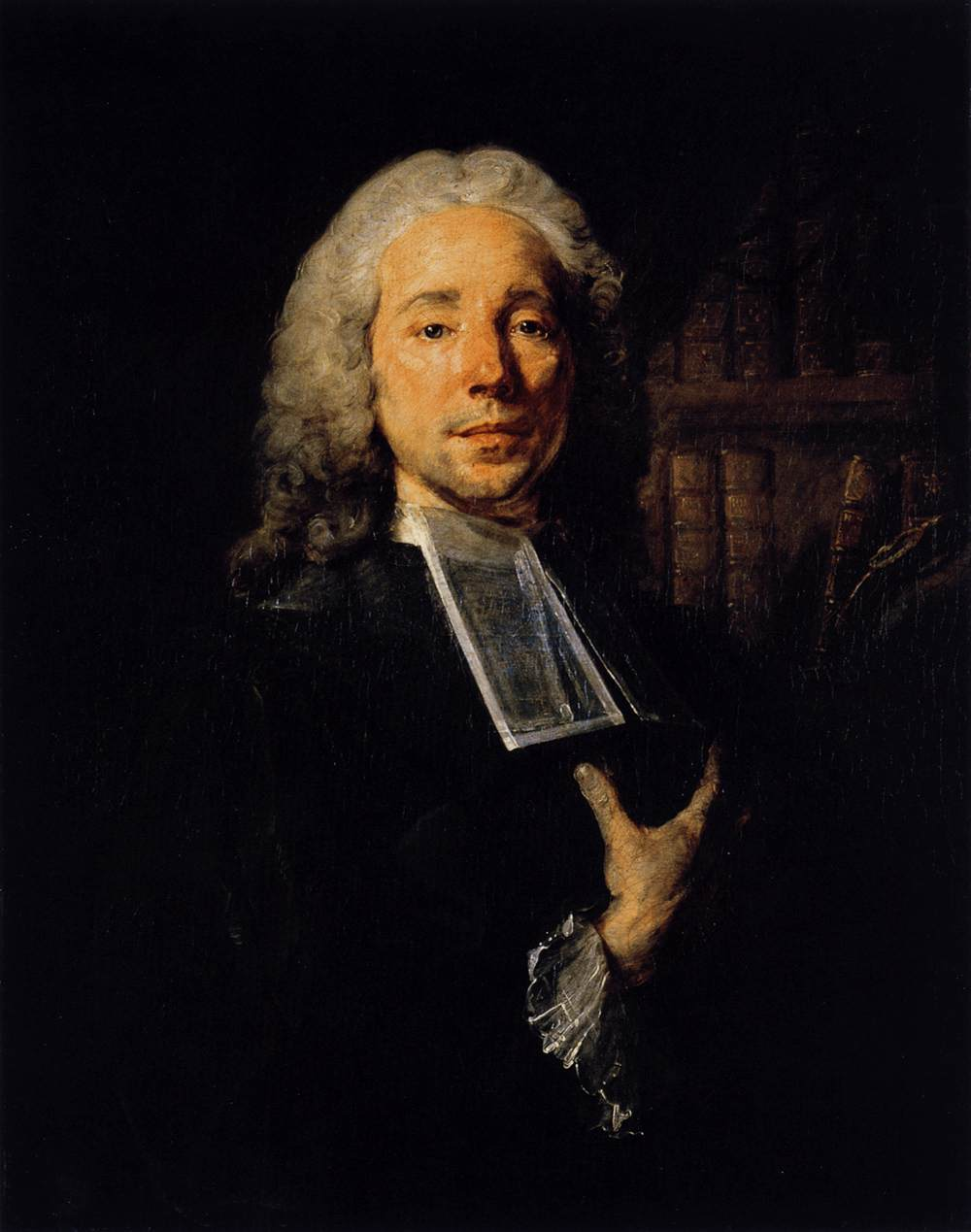
Daniel Jousse (1765-1767), Musée des beaux-arts d'Orléans.
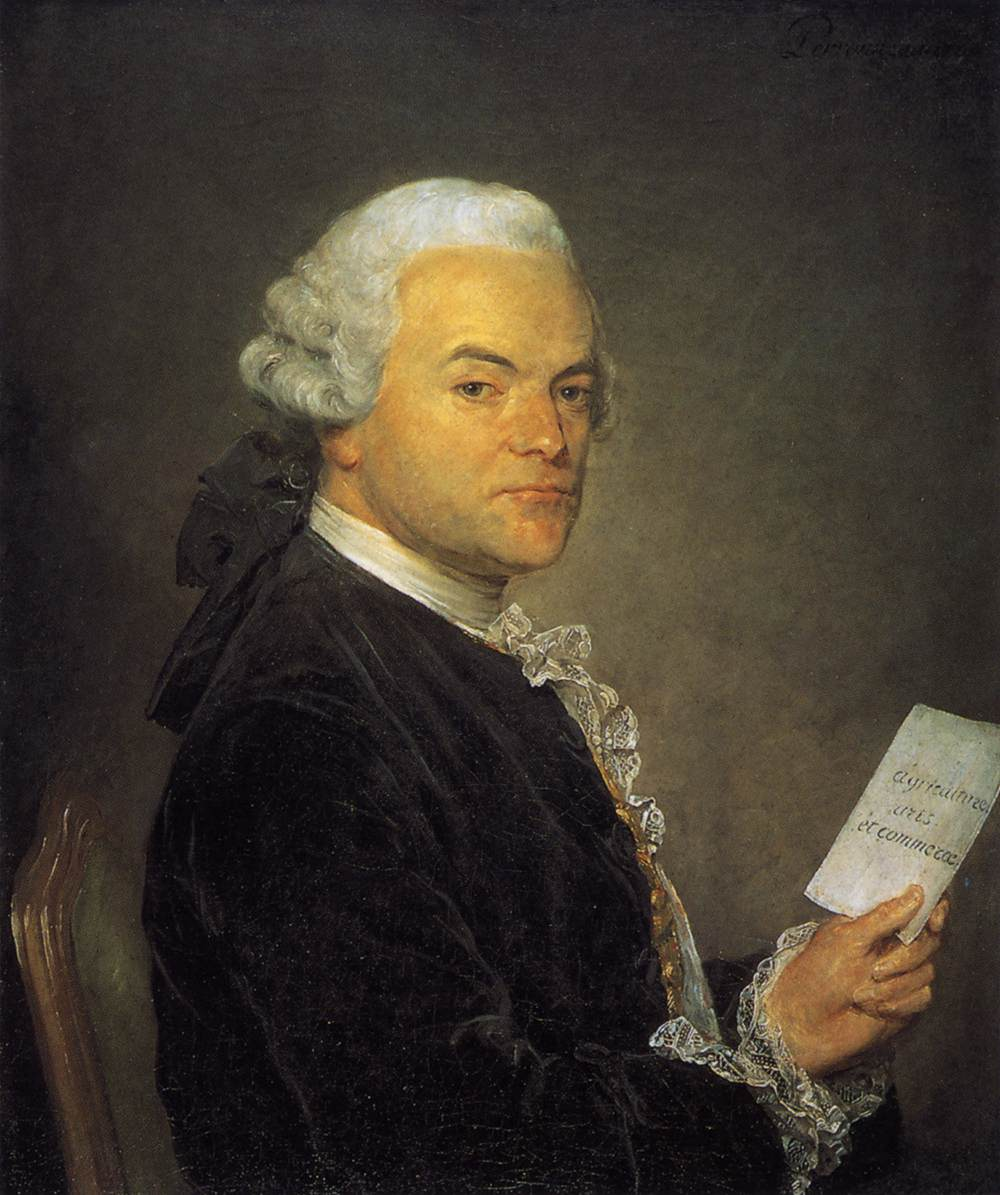
Portrait d'homme (1766), Dublin, National Gallery.
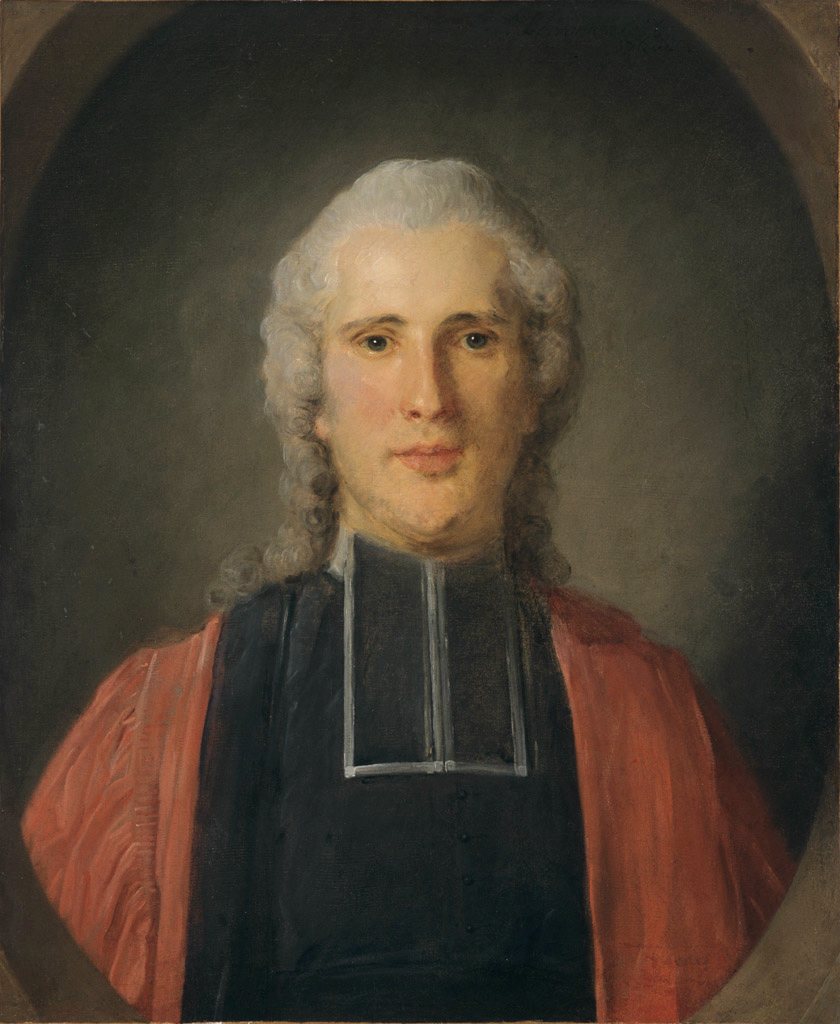
Pierre-Henry du Mas de La Roque (1768), Musée des Beaux-Arts de Bordeaux.
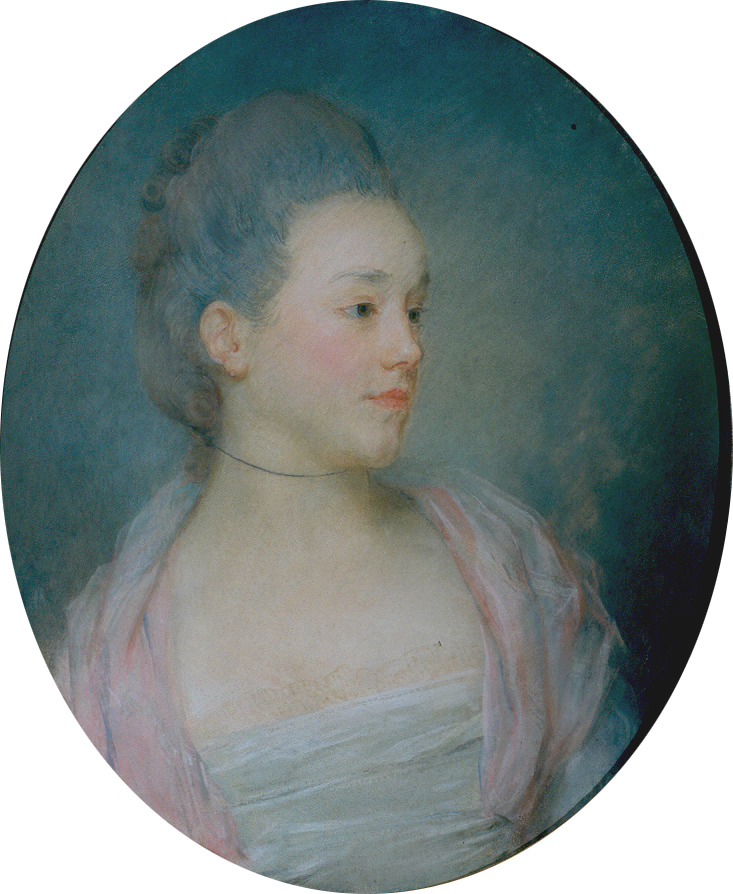
Marthe Corrégeolles (1768), Musée des arts décoratifs et du design de Bordeaux (dépôt du Musée des Beaux-Arts de Bordeaux).
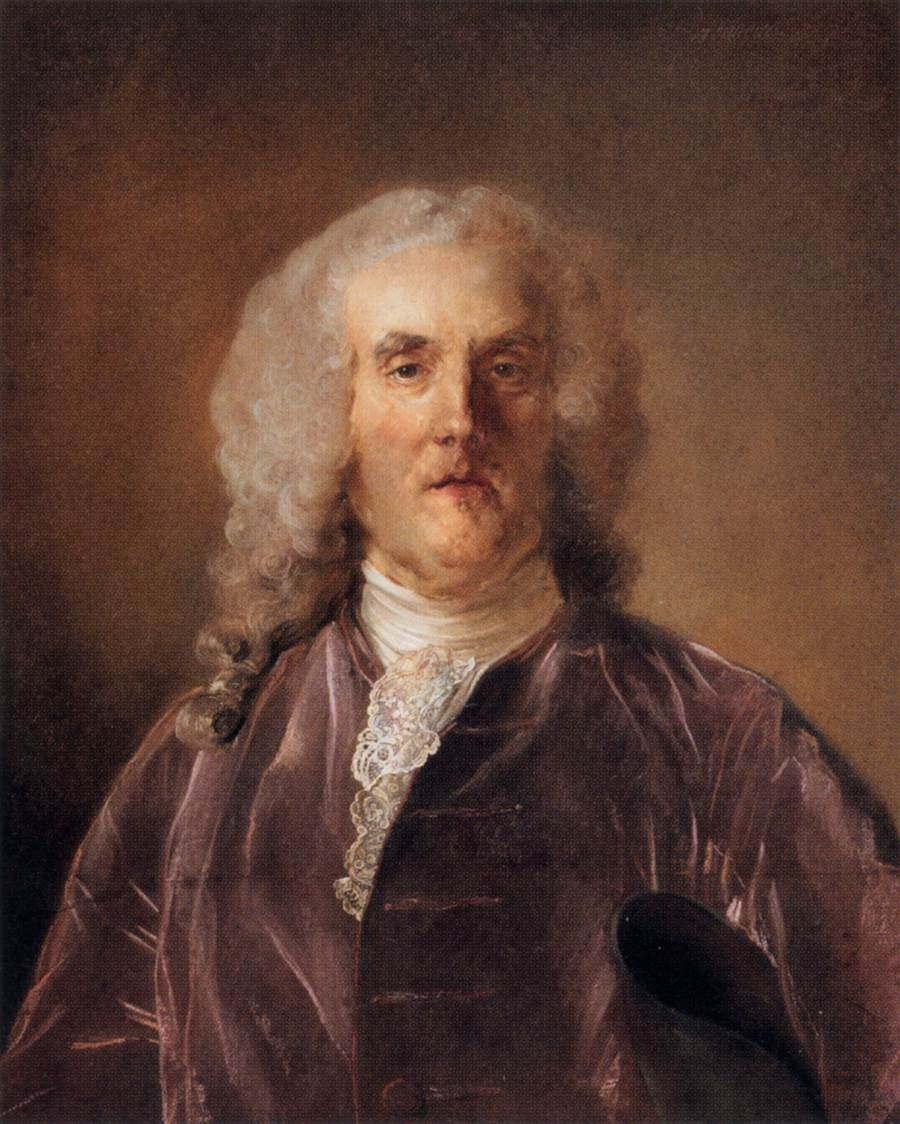
Abraham Van Robais (1769), Paris, musée du Louvre.
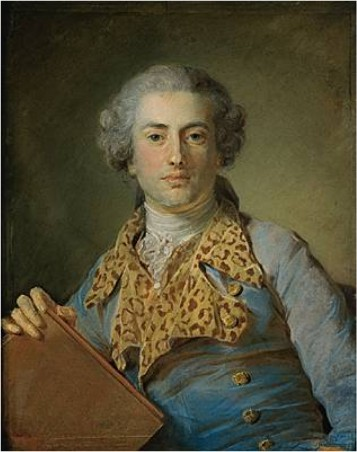
Jean-Georges Noverre, Paris, musée du Louvre.

#### Sources anciennes
- « Perronneau à Desfriches [Quatre lettres : 1770-1773] », in Jules Dumesnil, Histoire des plus célèbres amateurs français. 3 : J.-B. Louis-Georges Seroux d'Agincourt, Thomas-Aignan Desfriches, 1715-1814, Paris, Vve J. Renouard, 1858, p. 170-178 (en ligne).
- Louis-Abel de Fontenai (1736-1806), « Nécrologie de Perronneau », in Affiches, annonces et avis divers, Paris, Galeries du Louvre, 1784.
- Diderot, Salons (1763, 1765, 1767, 1769.Voir dans l'éd. de 1875-1877 les mentions de Perroneau, en part. le t. 10, p. 204-205 et 310 ; t. XI, p. 151-152 (à propos de La Tour), 155, 306 et 414 ; Index, t. XX, p. 375-376. Essais sur la peinture (à la suite du Salon de 1765 et Pensées détachées sur la peinture... publ. en 1798.Sans mention de Perroneau, mais voir t. X, p. 455-520 de la même édition, et t. XII, p. 73-133.
- Maurice Tourneux, Jean-Baptiste Perronneau, Paris, Gazette des Beaux-Arts, 1903.
- Léandre Vaillat et Paul Ratouis de Limay, J.-B. Perronneau (1715-1783) : sa vie et son œuvre, Paris, Bruxelles, G. Van Oest, 1923 [1re éd. 1909] (Bibliothèque de l'Art du XVIIIe siècle) (en ligne).

#### Sources récentes
Ouvrages
- Dominique d'Arnoult, Jean-Baptiste Perronneau. Un portraitiste dans l'Europe des Lumières, Paris, Arthena, 2014, 447 p.  (ISBN 978-2-903239-54-1).
- Jean-Baptiste Perronneau, portraitiste de génie dans l'Europe des Lumières. Catalogue de l'exposition (17/6/2017-22/10/2017) au musée d'Orléans Liénart, juin 2017

Articles
- Georges Brunel, « Jean-Baptiste Perronneau », in Encyclopædia Universalis, Paris, [av.] 2003.
- Lise Duclaux, « Un portrait d’Hubert Drouais par J. B. Perronneau », Revue du Louvre, 1968/4–5, p. 212.
- Maurice Meaudre de Lapouyade, « Perronneau à Bordeaux » [1947], in Le Port des Lumières. La peinture à Bordeaux : 1750-1800 [exposition], sous la direction de Philippe Le Leyzour, Bordeaux, musée des beaux-arts, 1989, p. 109 et sq.
- (en) Dugald Sutherland MacColl, « Perroneau », The Burlington Magazine for Connoisseurs, vol. 45, no 256, juillet 1924, p. 28-30.
- Sabine de La Rochefoucauld, « Madame de Sorquainville, la Joconde du XVIIIe siècle », Grande Galerie - Le Journal du Louvre, juin/juillet/août 2015, no 32, p. 106.
- Xavier Salmon, « Jean-Baptiste Perronneau, la main virtuose », Grande Galerie - Le Journal du Louvre, juin/juillet/août 2015, no 32, p. 86.

#### Autres références
- Thérèse Burollet (dir.), Pastels et dessins, Paris musées, 2008 (Catalogue des collections. Musée Cognacq-Jay)  (ISBN 978-2-7596-0039-7) (critique).
- Jean-Pierre Hiéret (dir.), La franc-maçonnerie [exposition], Bordeaux, Musée d'Aquitaine, 1994  (ISBN 2-85076-658-5).
- Mary O'Neill, Les Peintures de l'école française des XVIIe et XVIIIe siècles : catalogue critique [thèse], Orléans, musée des beaux-arts, 1981 ; voir p. ex., vol. II, p. 109.
- René Huyghe, La Peinture française des XVIIe et XVIIIe siècles, Paris, Flammarion, 1962.
- Jean-Louis Vaudoyer, Le XVIIIe siècle : Fragonard, Chardin, Watteau, Perronneau, La Tour, Nattier, Greuze, Boucher, Pater, Lancret, De Troy, Vernet, Hubert, Robert, Moureau l'Aîné, Paris, Skira, coll. « Les trésors de la peinture française », 1946.
- Luc Benoist, Les Peintres de fêtes galantes : le portrait et le paysage, Paris, Skira, 1938.